# Parajulis
Parajulis is een monotypisch geslacht van straalvinnige vissen uit de familie van lipvissen (Labridae).

## Soort
- Parajulis poecilepterus (Temminck & Schlegel, 1845)